# Nördliche Keltma
Die Nördliche Keltma (russisch Се́верная Ке́льтма (Sewernaja Keltma)) ist ein linker Nebenfluss der Wytschegda in der Republik Komi in Nordwestrussland.
Die Nördliche Keltma hat ihren Ursprung auf dem Nordrussischen Landrücken im äußersten Süden der Republik Komi nahe der Grenze zur Region Perm. Der Fluss fließt nach Nordwesten und mündet nach 155 km bei der Siedlung Kerchomja in die Wytschegda. Der Fluss durchfließt dabei eine sumpfreiche Landschaft.
Der Fluss entwässert ein Areal von 7960 km² Größe. Die wichtigsten Nebenflüsse sind Okos, Wotsch, Wol, Prupt von links, sowie Jel von rechts. Die Nördliche Keltma gefriert Anfang November und bleibt bis Anfang Mai eisbedeckt.
Über den Nord-Katharinenkanal (1785–1822 unter Leitung von Jan Pieter van Suchtelen erbaut, nur 16 Jahre im Betrieb) bestand früher ein Wasserweg zur Südlichen Keltma und dem Flusssystem der Wolga.